# Островск (Орловская область)
Островск — село в Дмитровском районе Орловской области. Входит в состав Бородинского сельского поселения. Постоянное население — 0 человек (2010 год).

## География
Расположено в 15 км к северо-западу от Дмитровска у границы с Брасовским районом Брянской области. Через село протекает река Ленча.

## Этимология
Село Островск получило название от своего расположения на пяти плоскогорьях, отделённых друг от друга логами и потому имеющих вид островов.

## История
Впервые упоминается в 1628 году как село с деревянным храмом Архангела Михаила. В XVII—XVIII веках Островск входил в состав Глодневского стана Комарицкой волости Севского уезда. В 1711 году село было подарено Петром I молдавскому князю Дмитрию Кантемиру. По данным 3-й ревизии 1763 года за Кантемирами здесь числилось 204 души мужского пола, за Трубецкими — 68. Со смертью С. Д. Кантемира в 1780 году принадлежавшая ему бо́льшая часть села перешла в собственность государства. В 1778—1782 годах входило в состав Луганского уезда Орловского наместничества. С 1782 года в составе Дмитровского уезда Орловской губернии. В 1797 году Павел I пожаловал бывшие владения Кантемиров графу А. А. Безбородко. По данным 5-й ревизии 1797 года в Островске за Безбородко числилось 282 души мужского пола крестьян и 10 душ мужского пола малороссиян, за Волконскими — 79 душ мужского пола.
В 1797—1801 годах село входило в состав Севского уезда, затем снова в составе Дмитровского уезда. В XIX веке Островском продолжали владеть графы Безбородко и Кушелевы-Безбородко. В 1853 году в селе был 61 двор, проживало 677 человек (328 мужского пола и 349 женского). С 1861 по 1880-е годы село было административным центром Островской волости Дмитровского уезда.
В 1926 году в селе было 110 хозяйств (в том числе 108 крестьянских), проживало 648 человек (293 мужского пола и 355 женского), действовала школа 1-й ступени и кооперативное торговое заведение III разряда. В то время Островск входил в состав Рублинского сельсовета Волконской волости Дмитровского уезда.
В 1937 году в селе было 80 дворов, действовала школа.
Во время Великой Отечественной войны, с октября 1941 года по август 1943 года, село находилось в зоне немецкой оккупации.
По состоянию на 1945 год в селе действовал колхоз «Островский».

## Храм Архангела Михаила
Деревянный храм, освящённый в честь Архангела Михаила, упоминается в Островске с 1628 года. В 1709 году в церкви служили священники Артемий Андреев и Иван Кириллов, у которого был сын — распоп Яков. Последнее, также деревянное здание церкви было построено в 1780 году и до наших дней не сохранилось. Храм располагался на правом берегу реки Ленчи. Приход Архангельской церкви состоял из села Островск и деревень Лубенск, Рублино, Тереховка и Хрипкова. В Государственном архиве Орловской области хранится единственная уцелевшая метрическая книга этой церкви — за 1892 год.

## Население
| 1853 | 1866 | 1877 | 1897 | 1926 | 1979 | 2002 |
| ---- | ---- | ---- | ---- | ---- | ---- | ---- |
| 677  | ↘629 | ↗649 | ↗746 | ↘648 | ↘145 | ↘52  |
| 2010 |      |      |      |      |      |      |
| ↘0   |      |      |      |      |      |      |